# Coenonympha rhenana
Coenonympha rhenana är en fjärilsart som beskrevs av Gradl 1933. Coenonympha rhenana ingår i släktet Coenonympha och familjen praktfjärilar. Inga underarter finns listade i Catalogue of Life.